# Energia potencial convectiva disponível
Na meteorologia, o Índice de Energia Potencial Convectiva Disponível (CAPE, na sigla em inglês) indica a quantidade de energia disponível para gerar convecção em um ponto da atmosfera. A CAPE é uma ferramenta importante na previsão de tempestades severas, pois indica o nível de instabilidade atmosférica em determinado local.
O índice CAPE é medido em joules por quilograma de ar (J/kg), onde qualquer valor diferente de 0 J/kg indica um certo nível de instabilidade atmosférica.

## Classificação
O nível de instabilidade atmosférica no índice CAPE é classificado da seguinte forma:
0-1000 J/kg - Instabilidade baixa
1000-2500 J/kg - Instabilidade moderada
2500-4000 J/kg - Instabilidade alta
>4000 J/kg - Instabilidade extrema